# Melis Birkan
Melis Birkan (Eskişehir, 1981. november 30. –) török színésznő.

## Biográfia
Melis Birkan az isztambuli Mimar Szinán Képzőművészeti Egyetem balett és modern tánc szakán tanult.
2008-ban főszerepet kapott az Issız Adam (Magányos férfi) c. filmben (rendezte: Çağan Irmak), melyet Törökországban nagy sikerrel vetítettek a mozik; s Ada szerepének megformálásáért elnyerte a Sadri Alışık-díjat a „legjobb színésznő” kategóriában.
A későbbiekben televíziós sorozatokban kapott szerepeket.

## Filmográfia

### Filmek
- Amerikalılar Karadeniz'de 2 (2006) mint Çiçek
- Barda (2006) mint Nil
- Komedi Dükkanı (2006-2007)
- Ulak (2007) mint Emine
- Issız Adam[1] (2008) mint Ada
- Adını Sen Koy (2009) mint Aybige

### Sorozatok
- Çapkın; Csavargó (2005) mint Kiraz
- İyi ki Varsın (2006) mint Gizem
- Köprü; Híd (2006-2007) mint Elmas
- Ayışığı; Holdfény (2008) mint Zeynep
- Bu Kalp Seni Unutur mu? (2008) mint Cemile
- Avrupa Yakası; Európai oldal (2009)
- Deli Saraylı (2010) mint Hüma
- İşler Güçler; Nehéz ügyletek (2012)
- Leyla ile Mecnun (2012-2013) mint Leyla
- Saklı Kalan (2013) mint Defne-Gülce Başar
- Büyük Sürgün Kafkasya; Nagy száműzetés: Kaukázus (2015) mint Safiye
- 46 Yok Olan (2016) mint Ceyla
- Müdür Ne'aptın? (2016)

## Fordítás
- Ez a szócikk részben vagy egészben  a   Melis Birkan című török Wikipédia-szócikk fordításán alapul.  Az eredeti cikk szerkesztőit annak laptörténete sorolja fel. Ez a jelzés csupán a megfogalmazás eredetét és a szerzői jogokat jelzi, nem szolgál a cikkben szereplő információk forrásmegjelöléseként.
- Ez a szócikk részben vagy egészben  a   Melis Birkan című angol Wikipédia-szócikk fordításán alapul.  Az eredeti cikk szerkesztőit annak laptörténete sorolja fel. Ez a jelzés csupán a megfogalmazás eredetét és a szerzői jogokat jelzi, nem szolgál a cikkben szereplő információk forrásmegjelöléseként.